# サンプリング

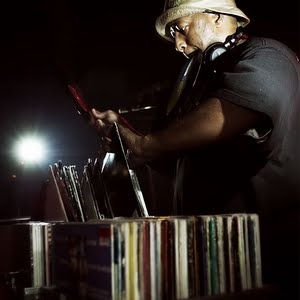
サンプリングするためのレコードを探すDJプレミア

音楽におけるサンプリング（英: sampling）は、過去の曲や音源の一部を流用し、再構築して新たな楽曲を製作する音楽製作法･表現技法のこと。または楽器音や自然の音をサンプラーで録音し、楽曲の中に組み入れることである。

## 概要
サンプリングは元々、ミュジーク・コンクレートと電子音響音楽で作業している実験音楽のミュージシャンによって開発されたもので、テープ・ループやレコードを物理的に操作して蓄音機で演奏されていた。1960年代後半までに、テープ・ループ・サンプリングの使用は、ミニマル・ミュージックの発展と、ビートルズやビーチ・ボーイズの一部のアルバムに見られたサイケデリック・ロックの制作に影響を与えた。
ヒップホップ・ミュージックは、2つのターンテーブルとミキシング・コンソールでレコードを操作することを実験した1970年代のDJらから生まれた、サンプリング技術に基づいた最初のポピュラー音楽ジャンルである。ヒップホップ・ミュージックは、ブレイクをループした。1960年代後半のソウルとファンクはラップのサンプリングに頻繁に使用された。ジェームス・ブラウンの「ファンキー・ドラマー」はヒップホップで何度も使用されているサンプルの代表である。他にジミー・キャスター・バンチ、インクレディブル・ボンゴ・バンド、Pファンク、ザップなども、たびたびサンプリングに使用された。1970年代から1980年代初頭の電子音楽とディスコの登場、1990年代のハウス・ミュージックの普及、1980年代以降のコンテンポラリー・R&Bにもヒップホップの影響が見られた。歴史的には、サンプリングはハードウェアの特殊な部分であるサンプラーで行われていたが、今日ではソフトウェアが一般的に使用されている。しかし、ビニール・エミュレーション・ソフトウェアも使用でき、ターンテーブリズムの人々は伝統的な方法でサンプリングを続けている。近代的なデジタル制作方法にサンプリングルーツを組み込むことで、R&B、ファンク、など、サンプリングの発明に先立つジャンルだけでなく、ポピュラー音楽にまでサンプリングが導入されるようになった。

## 詳細

### ヒップホップ
ヒップホップやR&B、ポップスにおけるサンプリングとは、既存（過去）の音源から音（ベース音等）や歌詞の一部分を抜粋し、同じパートをループさせたり継ぎ接ぎするなど曲の構成を再構築することで名目上別の曲を作り出す手法のこと。あくまで曲の一部分を引用するだけなので、基本的な歌詞やメロディーラインをそのままなぞるカバーやアレンジとは別物である。
このようにして作られた曲は多種多様の細工やコラージュが施され、中には原曲の雰囲気をまったくとどめていない曲も多々ある（サンプリング#1990年代以降を参照）。一方で、メロディーラインや歌詞を大きく変えることなくほぼそのまま引用したりするだけのパターンも見受けられ、このような曲は通称「（その）まんま使い」と呼ばれる。また、元曲（元ネタ）があまりに有名な曲だったりすると「大ネタ使い」と呼ばれる。この製作技法はヒップホップから誕生し、現在では他ジャンルの音楽でもよく使われている。
また、サンプリングを知らない者が盗作(パクリ)だとインターネットで指摘し、盗作疑惑がある曲と元ネタであると思われる曲を比べて意見を聞くことにより、度々論争になる。サンプリングを行った作曲者も「この曲は○○をサンプリングしています。」と公言することがあまりないため、問題になる。

### サンプラー
電子楽器・電子音楽で、実際の自然音や楽器音(例えば工場の音やガムラン、人の声など)等をサンプラーでサンプリングして利用する場合があり、この方法で得られた音源をサンプリング音源と称する。広義の録音であるが、より細分化して素材として扱っている。PCM方式を採用するシンセサイザーなどの電子楽器は、音源部に記録されているサンプリング音源を加工することで音を出している。当初、ヒップホップ以外における「サンプリング」とはほとんどこの意味で用いられたが、時代が下るとヒップホップ同様、既存の楽曲から一部引用して新たな楽曲を制作する手法のことも指すようになった。

## 歴史

### サンプリング前史
ドイツの映画監督ヴァルター・ルットマンが1930年6月13日に発表したラジオ番組『Weekend』はサウンドトラックを切り貼りし、コラージュした実験的な作品であった。
フランスの電気技師ピエール・シェフェールは1948年頃から作曲家ピエール・アンリと共に人の声、動物の声、鉄道の音、自然界の音、都市の騒音などを電気的・機械的に変質させた種々の実験的作品を作った。これらはミュジーク・コンクレートと呼ばれた。また、ジョン・ケージやカールハインツ・シュトックハウゼン、リュク・フェラーリといった作曲家達もコラージュや電子音を取り入れた作品を作っていた。
ポピュラー音楽の製作において「過去の楽曲の再利用」が初めて行われたのは1960年代後半のジャマイカにおいてであった。1967年頃から同一のリディムを複数の歌手、ディージェイが使いまわして録音したり、エンジニアがダブ処理をするといった手法が一般化していた。

### ヒップホップ

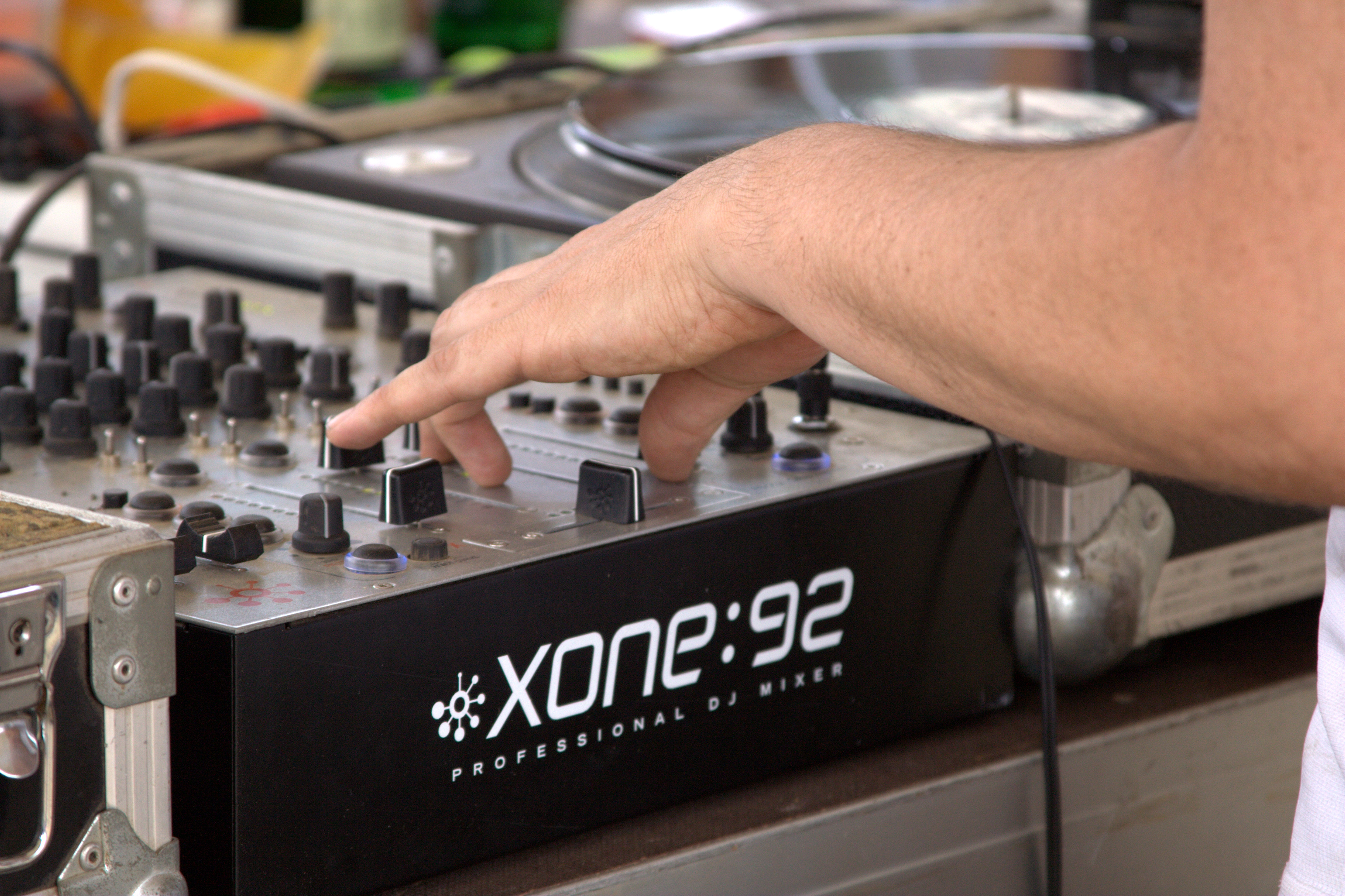
クール・ハークらDJによってブレイクビーツが生み出された。

1979年、シュガーヒル・ギャングはシックの「Good Times」をサンプリングした楽曲「Rapper's Delight」を発表する。これはブレイクビーツを使用した世界初のヒット曲であり、ヒップホップという新たな音楽ジャンルを発展させる原動力となった。なお、同楽曲のリズム・トラックはサンプラーによってループされたり、レコードの2枚使いによるものではなく、シュガーヒル・ギャングのメンバーによって弾き直されたものであった。
1980年代中期にE-mu EMAXやAKAI S612、ローランドS10、カシオFZ1、BOSS RSD10など安価なサンプラーが発売されだすと、サンプリングはさらに一般化していった。1986年、Run-D.M.C.が、ハードロックバンドのエアロスミスをサンプリングし、後にコラボレーションした曲「ウォーク・ディス・ウェイ」は、MTVでヘビーローテーションとなり、Billboard Hot 100のトップ5に入った最初のヒップホップの楽曲となった。このことは、ヒップホップ界にブレイクビーツやスクラッチという手法以上に、サンプリングの可能性を見せた。

### ロック、電子音楽

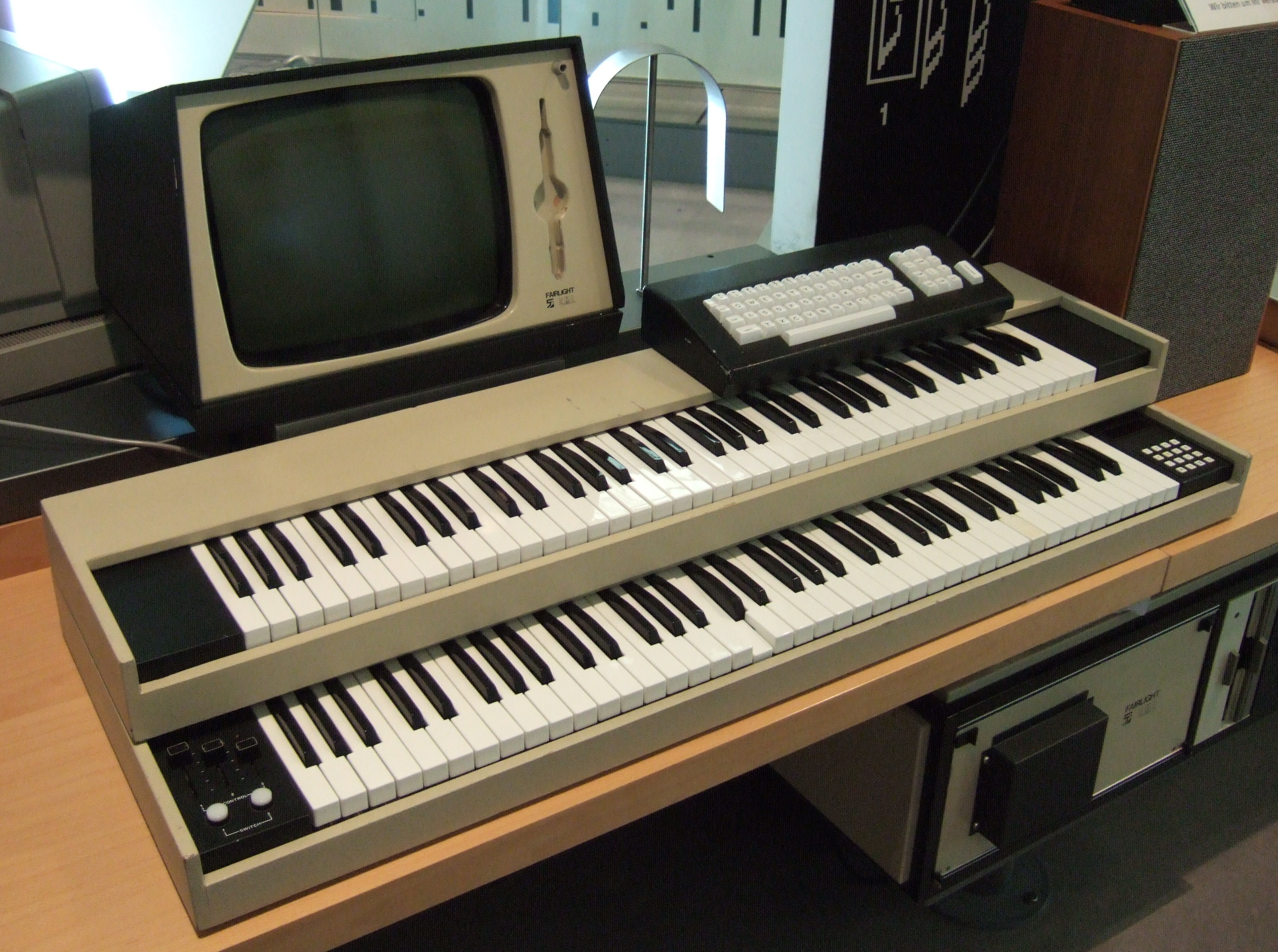
フェアライトCMI

プログレッシブ・ロックや電子音楽の世界では、自然音や楽器音を取り込むという点では、メロトロンなどの電子楽器が1960年代より存在し、音声テープによる音響効果とともに長らく使用されてきてはいたが、1980年代に至りフェアライトCMIやシンクラヴィアなど高性能なサンプリング機能を持つ楽器が登場すると、アート・オブ・ノイズ、キャバレー・ボルテールなどの多くのロック、ポップスミュージシャンがサンプリングを手法として使用した。1983年、プログレッシブ・ロックバンド、イエスはフェアライトCMIによるオーケストラル・ヒットを使用した楽曲「ロンリー・ハート」を発表、全米1位を獲得した。ただし、これらはヒップホップにおける「他人の楽曲をそのまま利用する作業」と異なり、一種の音響効果、楽曲内における音自体の有用性を狙ったものであり、同じように「サンプリング」と呼称されていても両者の概念は異なる。

### 1990年代以降

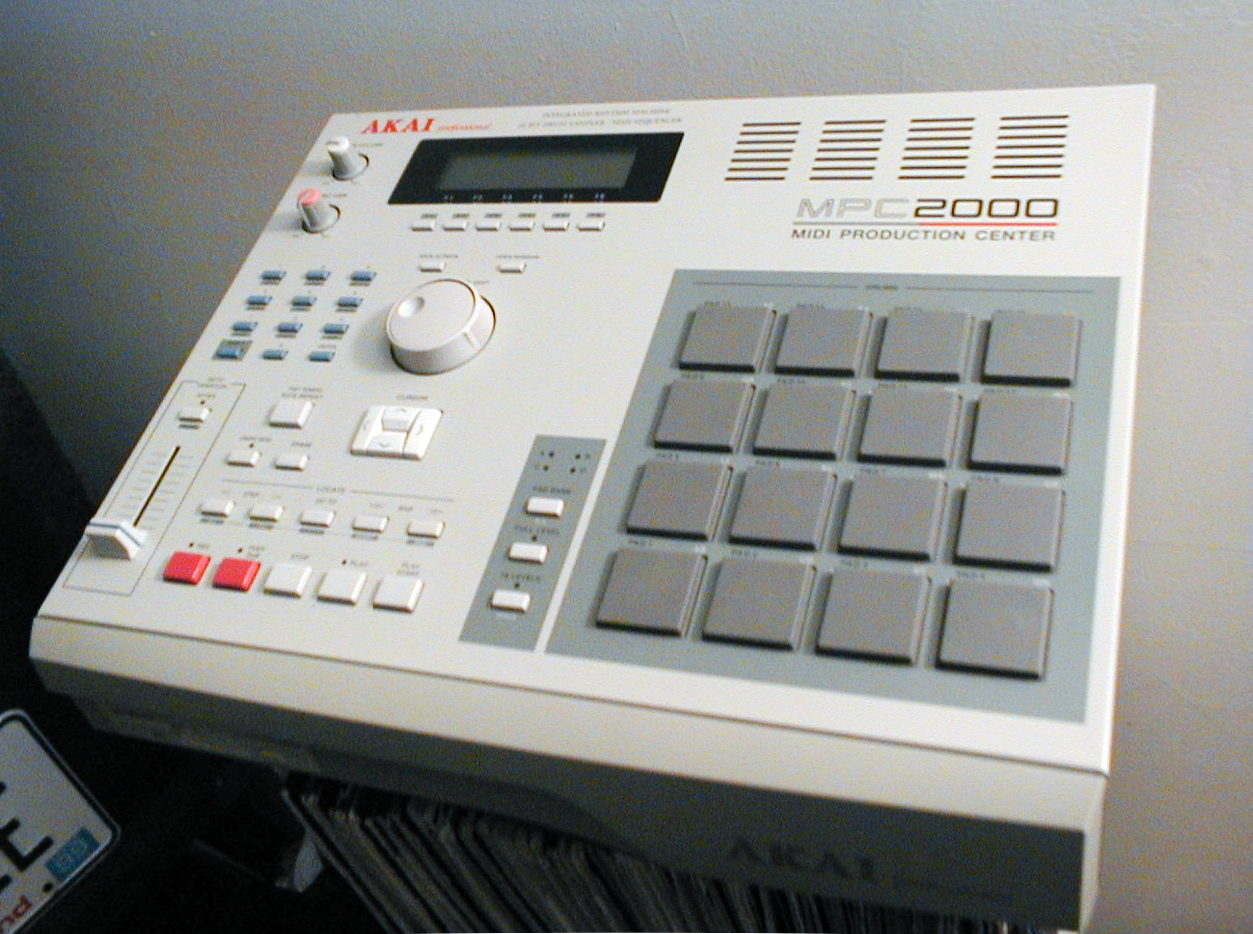
AKAI MPC 2000

1980年代以降、ヒップホップが一般的に認知され、R&Bやダンス、ポップスなど他のジャンルでもサンプリングは当たり前のように使われるようになり、もはや世界中のポピュラー音楽を語る上で外すことの出来ない音楽制作技法となっている。Billboard Hot 100チャートでもサンプリングが使われている曲がしばしば上位を占めている。
さらに、サンプリングが特別な技法とは言えなくなり、また法的リスクも高まるに連れ、音楽家達は「何をサンプリングするか」よりも「どのようにサンプリングするか」を工夫し始めた。1992年頃、DJプレミアはサンプリングした元ネタをさらに細かく切り刻み再構築する「チョップ (chop)」という技法を開発し、ギャング・スターやナズ、ジェルー・ダ・ダメイジャなどの作品群をプロデュースした。テイ・トウワやダフト・パンクは敢えて古い機材を使ったり、フィルターをかけたりして音質を劣化させた「ロー・ファイ」な音世界を作り上げた。
1996年にDJシャドウが発表したアルバム『Endtroducing.....』は、2001年にギネス・ワールド・レコーズによって「初の完全なるサンプリングアルバム」と認定された。

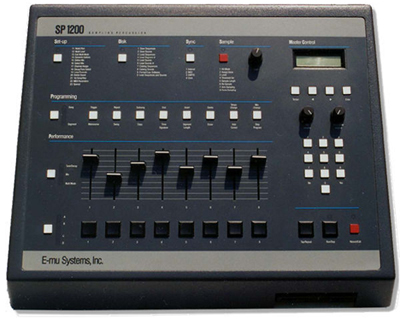
E-mu systems SP-1200

### 日本のサンプリング
P-MODELの平沢進を中心に1984年に結成した実験音楽サンプリングユニット『旬』の頃では、国内のサンプリングマシンが当時2000万円以上していた為、平沢がラジオカセットレコーダー2台を改造して自作サンプリングマシン「ヘヴナイザー」完成させ利用した。いとうせいこうは早い段階でラップ、ヒップホップの楽曲を制作した。また、歌謡曲などの日本の音楽（邦楽）からサンプリングのネタ（「和モノ」）を発掘する動きも加速し、和田アキ子、かまやつひろし、いずみたくらの再評価につながった。
1994年、スチャダラパーと小沢健二が共作した「今夜はブギー・バック」はアン・ヴォーグの「Give It up, Turn It Loose」のコード進行を引用し、EAST END×YURIが発表した「DA.YO.NE」はジョージ・ベンソンの「Turn Your Love Around」をサンプリングし、共にオリコンチャート最高15位、最高7位のヒットを記録した。
R&Bシンガーソングライターの加藤ミリヤはデビュー当初よりサンプリングの手法を取り入れており、2008年には自身のサンプリング楽曲のみを集めたベストアルバム『BEST DESTINY』をリリースしている。2010年に日本語版が発売され大ヒットしたKARAの「ミスター」は、"One, Two Three...."というコーラス部分を高中正義の1996年の楽曲「Guitar Wonder」からサンプリングしている。
2023年には米津玄師の『KICK BACK』が日本語詞楽曲として史上初となる米国レコード協会（RIAA）によるゴールド認定を受けたが、本作のサンプリング引用元であるモーニング娘。の『そうだ! We're ALIVE』（導入部「努力 未来 A BEAUTIFUL STAR」、サビ「幸せになりたい、～たい」を引用）のオリジナル作者であるつんく♂のもとにも、ヒット達成表彰として記念ディスクがRIAAより贈呈された。
邦楽からのサンプリング（和モノ）や有名曲からサンプリングの場合、途中の歌詞や曲の構成が原曲と全く異なっていてもしばしば単なる「ラップ調カバー曲」として紹介される。
安室奈美恵「60s 70s 80s」のように欧米のポピュラー音楽（洋楽）からのサンプリング楽曲でもカバー扱いの報道をされることもあり、情報を提供する側もカバーとサンプリングの区別がついていない状況も散見される。

## 法律上の定義
アメリカ合衆国の法律事典『Black's Law Dictionary』は「音楽におけるサンプリング」を「サウンド・レコーディングのごく一部を取って新しいレコーディングの一部としてその部分をデジタル処理によって利用するプロセス」と定義している。

### サンプリングが違法とされた例

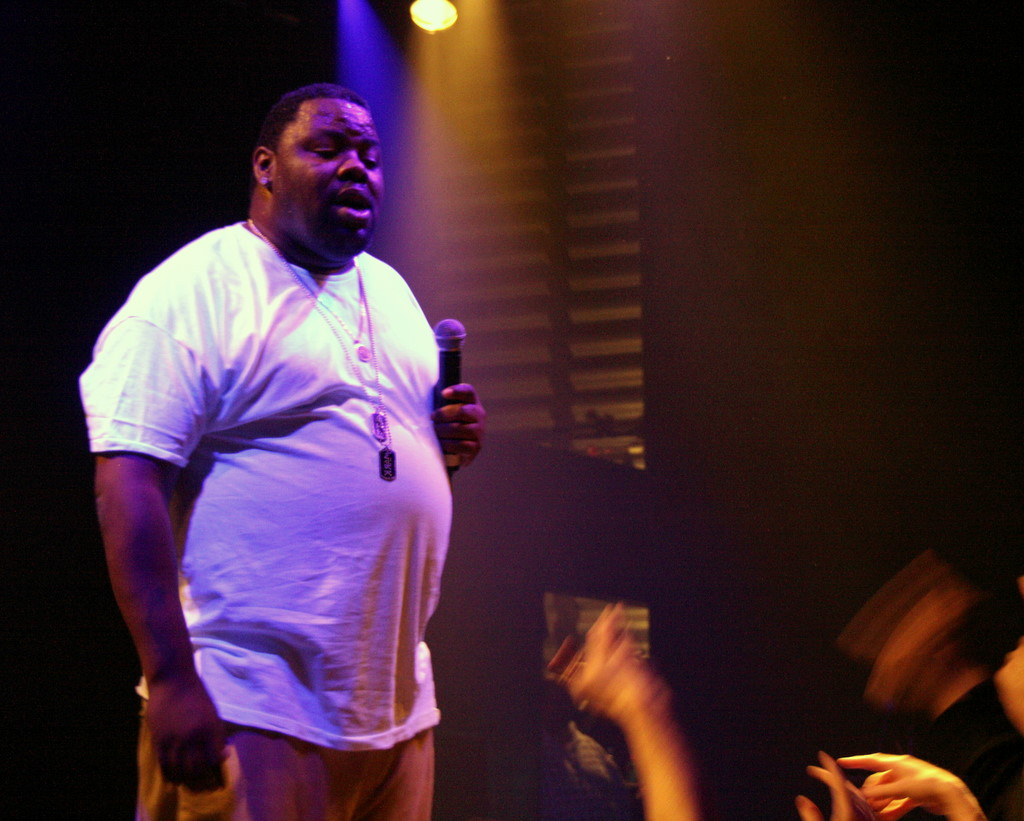
ビズ・マーキー

サンプリングによる音楽製作が一般化するにつれ、他方ではこれは著作権の侵害にあたるのではないかという声があがり始めた。
1991年、ヒップホップ・アーティスト、ビズ・マーキーはアルバム『I Need a Haircut』収録曲「Alone Again」でギルバート・オサリバンによる同名の楽曲をサンプリング使用した。これを知ったオサリバンは著作権の侵害としてビズと発売元のワーナー・ブラザースを告訴し、同年12月16日全面勝訴が確定、『I Need a Haircut』は小売店から回収された。これを通称「ビズ・マーキー事件」という。なお、ビズは1993年に『All Samples Cleared』（訳：『全てのサンプリングが許可されました』）というアルバムを出し同事件を皮肉った。
また、1989年にヒップ・ハウスグループ、ザ・クルーはボイド・ヤーヴィスの「The music's got me」を部分的にサンプリングした「Get Dumb! (Free your body)」をリリースしたが、1993年にヤーヴィスはザ・クルーを訴え、ヤーヴィスが勝訴した。
これらの判例からアーティストはサンプリングの使用に際して代価を支払うべきという判例が確定し、メジャーレーベルから発表されるサンプリング作品のほとんどは正規にライセンスされたものとなった。また、クラシック音楽などのパブリックドメイン音源からのサンプリングも多くなり、サンプリング用の著作権フリー音源集のCDなども発売されるようになった。

### サンプリングが合法とされた例
上記のような判例が出て以降、アメリカでは権利者に無断なサンプリングは違法とされたが、必ずしも全てのサンプリングが違法とされるわけではない。「法は些事に関せず」(デ・ミニミス ) の観点から、質的、または量的に些細なサンプリングは著作権侵害責任を問われないし、「フェアユースの法理」（米国著作権法第107条）の観点から、元ネタとサンプリング楽曲の創作的表現における実質的類似性が立証されなければ著作権侵害責任は問われない。
1993年11月9日、ロイ・オービソン「オー・プリティ・ウーマン」をサンプリングし、パロディの替え歌にしたツー・ライヴ・クルー「プリティ・ウーマン」を巡り、オービソンの権利を持つエイカフ＝ローズ・ミュージック社がツー・ライブ・クルーを訴えたが、1994年3月7日に裁判所は「ツー・ライブ・クルーの曲は原曲のフェアユースを構成するパロディである」即ち、ツー・ライブ・クルーの曲によってオービソンの曲が売れなくなることはありえないとの判決を下して、ツー・ライブ・クルー側が勝訴した。これを通称「プリティ・ウーマン事件」または、「キャンベル事件」と呼ぶ。
日本の著作権法ではフェアユース規定は存在しないが、知的財産戦略本部は2008年に日本版フェアユース規定（一般例外規定）導入へ向けた審議を開始した。2009年には文化庁でも審議が開始されたが、10年を経過した2019年現在も進展はみられていない。

## レーベル別・サンプリングとカバー
- シュガーヒル・レコード
- 「ラッパーズ・ディライト」/シュガーヒル・ギャング
- シック「グッド・タイムズ」をバンド演奏でバックトラックとして使用。[23]
- トミー・ボーイ・レコード
- 「ミー・マイセルフ&アイ」/デ・ラ・ソウル
- ファンカデリック「ニー・ディープ」を使用[24]

## サンプリングを使用したポップ曲

### 1990年代
- 「THIS IS HOW WE DO IT」/モンテル・ジョーダン（1995年、7週間1位）
スリック・リックの「チルドレンズ・ストーリー」をサンプリング。[25]
- 「Gangsta's Paradise」/クーリオ feat. L.V.（1995年、3週間1位 1995年全米年間No.1）

スティーヴィー・ワンダー1976年の「Pastime Paradise（楽園の彼方へ）」。
- 「カリフォルニア・ラヴ」/2パック feat.Dr.dre（1996年、2週間1位）
ジョー・コッカーの「Woman To Woman」（1972年）をサンプリング。アルバム『All Eyez on Me』には別テイクが収録されている。また、サビ部分の歌詞はロニー・ハドソン＆ザ・ストリート・ピープルス 「West Coast Poplock」（1982年）をそのまま引用している。

- 「ノー・ディギティ」/ブラックストリート feat.ドクター・ドレー（1996年、4週間1位）
ビル・ウィザースの「Grandma's Hands」（1971年）の前奏部分が元ネタ。
- 「Can't Nobody Hold Me Down」/パフ・ダディ feat. Mase （1997年、6週間1位）
元曲はオールドスクール・ヒップホップのクラシック、グランドマスター・フラッシュの「The Message」（1982年）。
- 「Hypnotize」/ノトーリアス・B.I.G. （1997年、3週間1位）
1979年の全米No.1ソング、ハーブ・アルパートの「Rise」の間奏部分をサンプリング。
- 「I'll Be Missing You」/パフ・ダディ feat. フェイス・エヴァンス &112（1997年、11週間1位）
1983年の全米年間1位曲であるポリスの「見つめていたい」を使用。
- 「Mo Money Mo Problems」/ノトーリアス・B.I.G. feat. Mase Andパフ・ダフィ（1997年、2週間1位）
ダイアナ・ロスの「I'm Coming Out」（1980年）が元ネタ。
- 「Honey」/マライア・キャリー（1997年、3週間1位）
ワールド・フェイマス・サプリーム・ティーム（en）の「Hey D.J.」とトレチャラス・スリーの「The Body Rock」を掛け合わせてサンプリング。
- 「Getting' Jiggy Wit It」/ウィル・スミス（1998年、3週間1位）
シスター・スレッジの「He's The Greatest Dancer」（1979年）の出だし部分を使用。また、間奏部分は1970年のバーケイズ「Sang and Dance」をサンプリングしている。
- 「Wild Wild West」/ウィル・スミス feat. Dru Hill & Kool Mo Dee （1999年、1週間1位）
スティーヴィー・ワンダーのNo.1ソング「I Wish」（1976年）の前奏部分をサンプリング。
他にも1976年の全米1位曲であるダイアナ・ロスの「Love Hangover」をサンプリングした「Freakin' It」、ウィスパーズの「And The Beat Goes On」をサンプリングした「Miami」、パトリス・ルーシェン「Forget Me Nots」のベースラインそのままの「Men In Black」、ザ・クラッシュ全米最大のヒットである「Rock the Casbah」をサンプリングした「Will 2K」など、ウィル・スミスの楽曲は大ネタ使いが多い。
- 「Too Close」/Next（1998年、5週間1位）
カーティス・ブロウの「Christmas Rappin'」の出だし部分をサンプリングしている。
- 「Heartbreaker」/マライア・キャリー feat.ジェイ・Z（1999年、2週間1位）
ステーシー・ラティソーの「Attack Of The Name Game」（1983年）が元ネタ。

### 2000年代
- 「MUSIC」/マドンナ（2000年、4週間1位）
同年に発売されたMirwaisの「Never Young Again」をサンプリング。
- 「Ms.Jackson」/アウトキャスト（2001年、2週間1位）
リヒャルト・ワーグナーの「結婚行進曲」（1850年、ワーグナーのオペラ「ローエングリン」より）を逆回転して使用している。
- 「BUTTERFLY」/Crazytown（2001年、2週間1位）
ミクスチャーロックの先輩格バンドであるレッド・ホット・チリ・ペッパーズ「Pretty Little Ditty」（1989年）をサンプリング。
- 「Angel」/シャギー feat. Rayvon（2001年、1週間1位）
ニーナ・シモンの「Angel Of The Morning」とスティーヴ・ミラー楽団の「Shaggy Joker」をサンプリング。
- 「All For You」/ジャネット・ジャクソン （2001年、7週間1位）
イタリアのバンド、Changeの代表曲「The Glow Of Love」（1980年）のインスト部分を繰り返しサンプリング。大ネタ使い。
- 「Bootylicious」/デスティニーズ・チャイルド （2001年、2週間1位）
印象的なベース音はスティーヴィー・ニックス「Edge of Seventeen」（1981年）より。
- 「Fallin'」/アリシア・キーズ （2001年、6週間1位）
ジェームス・ブラウンの1966年の曲「It's a Man's Man's Man's World」を弾き直している。
- 「Foolish」/アシャンティ （2002年、10週間1位）
デバージの1983年の曲「Stay With Me」を使った大ネタ使い。
デバージの楽曲はよくサンプリングに用いられ、特に「アイ・ライク・イット」（LL・クール・J、ウォーレン・G、コモンなど）、「Stay With Me」（ノトーリアス・B.I.G.、マライア・キャリーなど）はサンプリングソースに使われることが多い。[26]
- 「Hot In Herre」/ネリー（2002年、7週間1位）
チャック・ブラウンの「Bustin' Loose」をサンプリング。
- 「Dilemma」/ネリー feat.ケリー・ローランド （2002年、10週間1位）
パティ・ラベルの「Love, Need And Want You」（1984年）をサンプリング。ラベルのパートをケリー・ローランドが歌っている。
- 「All I Have」/ジェニファー・ロペス feat.LL・クール・J（2003年、4週間1位）
1982年のデボラ・ロウズ 「Very Special」をサンプリング。
- 「21Questions」/50Cent feat.ネイト・ドッグ （2003年、4週間1位）
バリー・ホワイト「It's Only Love Doing It's Thing」の出だし部分が元ネタ。
- 「クレイジー・イン・ラブ」/ビヨンセ feat.ジェイ・Z（2003年、8週間1位）
シャイ・ライツの「Are You My Woman (Tell Me So)」（1970年）のパーカッション部分をサンプリング。
- 「Slow Jamz」/トゥイスタ feat. /カニエ・ウェスト&ジェイミー・フォックス（2004年、1週間1位）
ルーサー・ヴァンドロスの「House Is Not A Home」をサンプリング。
- 「Gold Digger」/カニエ・ウェストfeat.ジェイミー・フォックス(2005年、10週間1位）
レイ・チャールズの「I Got A Woman」（1954年）をまんま使い。映画「Ray/レイ」でレイ・チャールズの役を演じたジェイミー・フォックスを本人の代役に立てている。
- 「SOS」/リアーナ（2006年、3週間1位）
ソフトセルの「Tainted Love」（1981年）をサンプリングしている。
- 「HIPS DON'T LIE」/シャキーラ feat. ワイクリフ・ジョン（2006年、2週間1位）
ジェリー・リヴェラの「Amores Como el Nuestro」（1992年）をサンプリング。
- 「BEAUTIFUL GIRLS」/ショーン・キングストン（2007年、4週間1位）
ベン・E・キングの「Stand By Me」（1961年）をコラージュ。大ネタ使い。
- 「Stronger」/カニエ・ウェスト（2007年、1週間1位）
ダフト・パンク「Harder, Better, Faster, Stronger」（2001年）をサンプリング。この曲のPVにはダフト・パンクも出演した。
なお「Harder, Better, Faster, Stronger」自体エドウィン・バードソングの「Cola Bottle Baby」（1979年）をサンプリングしており、いわばこの曲の孫使いにあたる。
- 「マイアヒ・ライフ」/T.I. feat リアーナ（2008年～2009年、6週間1位）
日本でも2005年に流行したO-Zone「恋のマイアヒ」をサンプリング。
- 「ライト・ラウンド」/フロー・ライダー （2009年、6週間1位）
デッド・オア・アライヴの1984年のヒット曲（全英No.1ヒット）「You Spin Me Round(Like a Record)」をサンプリング。
- 「EMPIRE STATE OF MIND」/ ジェイ・Z & アリシア・キーズ (2009年、5週間1位)
ザ・モーメンツの「Love on a Two Way Street」（1968年）をサンプリングしている。
- 「ポーカーフェイス」/ レディー・ガガ （2009年、1週間1位）
「♪マ・マ・マ・マ」という印象的なフレーズは1976年のディスコ・ヒットであるボニー・Mの「Ma Baker」からの引用。
- 「ワッチャ・セイ、僕のせい」/ジェイソン・デルーロ （2009年、1週間1位）
イモージェン・ヒープの2005年の曲「Hide and Seek」を大胆にサンプリングしている。

### 2010年代
- 「Like A G6」/ ファー・イースト・ムーヴメント（2010年、1週間1位）
女性ラッパーデヴが先行発表していたシングル「Booty Bounce」の一節から引用している。
- 「サムバディ・ザット・アイ・ユースト・トゥ・ノウ 〜失恋サムバディ」/ ゴティエ feat.キンブラ （2012年、8週間1位 2012年全米年間1位）
ボサノバ・ギターの名手であるルイス・ボンファの「Seville」（1967年）の出だし部分をサンプリング。
- 「ブラード・ラインズ～今夜はヘイヘイヘイ」/ ロビン・シック feat.T.I.&ファレル（2013年、12週間1位）
マーヴィン・ゲイ「Got to Give It Up」（1977年）をサンプリング。
- 「ハーレムシェイク」 / バウワー （2013年、5週間1位）
プラスティック・リトルの2003年の曲「Miller Time」とPhiladelphyinzの2011年「Philadelphyinz Moombahton Loops and Samples」の一節をサンプリング。
- 「THE MONSTER」 / エミネム feat. リアーナ （2013年～14年、4週間1位）
リアーナの歌唱部分はビービー・レクサが2012年に発表した「Monster Under My Bed」をほぼそのまま引用している。
- 「TIMBER」/ ピットブル feat. ケシャ （2014年、2週間1位）
リー・オスカー1978年の曲「San Francisco Bay」をサンプリング。
- 「All About That Bass」/ メーガン・トレイナー （2014年、8週間1位）
ジャスティン・ティンバーレイク2006年の全米No.1ヒット「SexyBack」のフレーズを引用。
- 「アップタウン・ファンク」/ マーク・ロンソン feat.ブルーノ・マーズ（2015年、14週間1位）
トリニダード・ジェームズ「All Gold Everything」(2012年)の歌詞が引用されている。
- 「Closer」/ ザ・チェインスモーカーズ （2016年、12週間1位）
ザ・フレイの2005年のヒットナンバー、「オーヴァー・マイ・ヘッド?想いのすべてを歌にして」（en:Over My Head (Cable Car)）をサンプリング。
- 「Shape of You」/ エド・シーラン （2017年、12週間1位）
TLCの1999年の全米No.1ヒット「No Scrubs」の歌詞を引用している。
- 「LOOK WHAT YOU MADE ME DO」/ テイラー・スイフト （2017年、3週間1位）
1992年の全米No.1ヒット、ライト・セット・フレッドの「I'm too sexy」から引用。
- 「I Like It」 / カーディ・B、J・バルヴィン、バッド・バニー （2018年、1週間1位）
ブーガルーが1967年にリリースした曲「I Like It Like That」をサンプリングしている。